# Ruđer Boškovićs torg

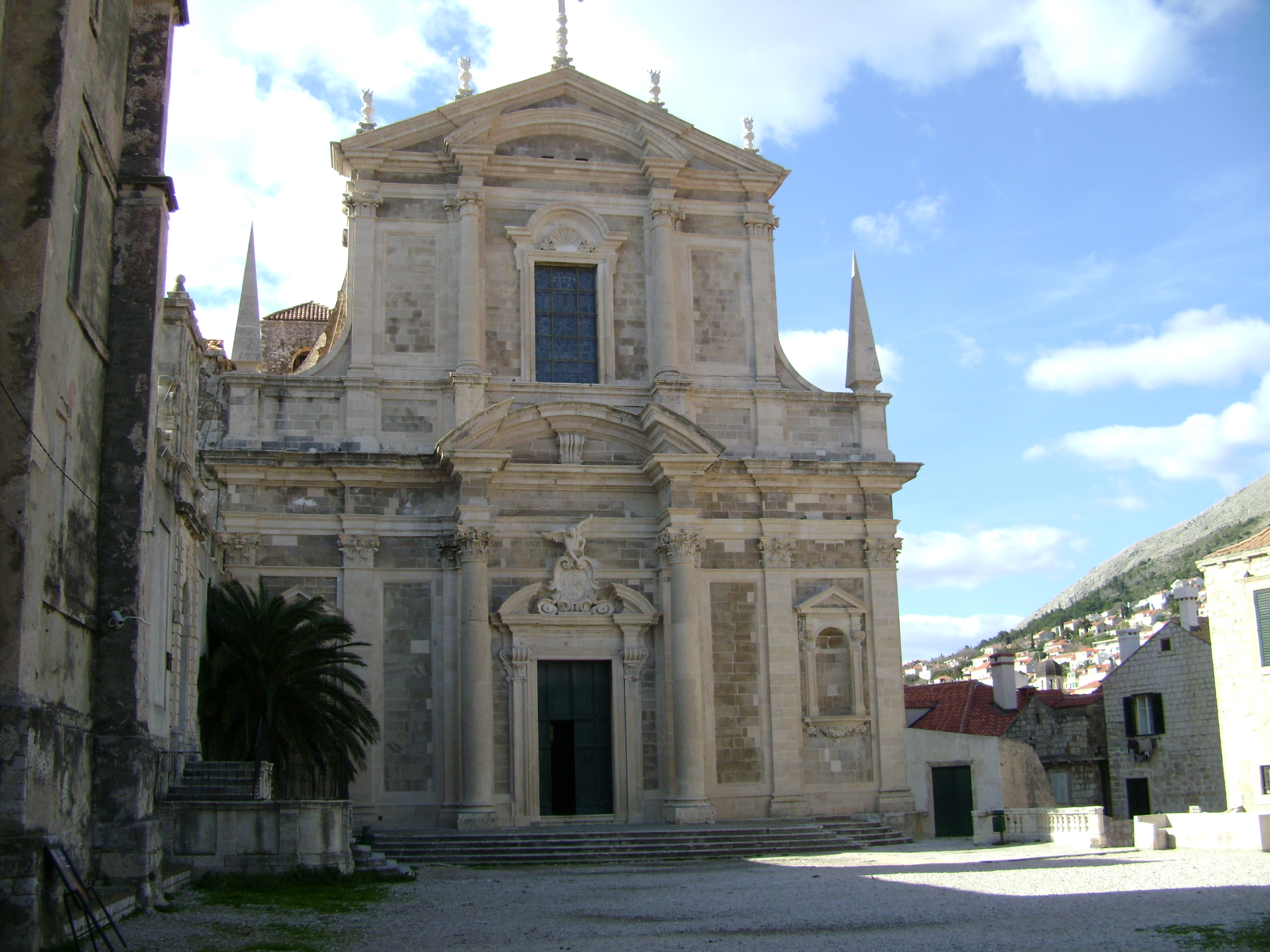
Helige Ignatius kyrka vid torget. Till vänster syns entrén till Ruđer Boškovićs ackrediterade klassiska stiftsgymnasium.

Ruđer Boškovićs torg (kroatiska: Poljana Ruđera Boškovića) är ett torg i Dubrovnik i Kroatien. Torget ligger i den södra delen av Gamla stan och är uppkallat efter den lokale filosofen och matematikern Ruđer Bošković. Vid torget som är ett av de mindre torgen i Gamla stan ligger Helige Ignatius kyrka och Ruđer Boškovićs ackrediterade klassiska stiftsgymnasium, det tidigare jesuitiska läroverket Collegium Ragusinum där republiken Dubrovniks mest framstående medborgare utbildade sig.
År 1836 var torgets officiella namn Piazza na Jezuvitima. 1912 byttes namnet till Poljana na Jezuvitima och 1930 till nuvarande namn. Vid torget förekommer kulturella evenemang, inte minst under Dubrovniks sommarfestival. 

### Fotnoter
1. ↑  Ina-Maria Greverus, Regina Romhild och Gisela Welz, "The Mediterraneans: Reworking the Past, Shaping the Present, Considering the Future"  (ISBN 3825861147), s. 134
2. ↑  Dubrovniks turistförening Arkiverad 23 december 2014 hämtat från the Wayback Machine. (engelska)
3. 1 2 3 4  Port.hr Arkiverad 6 december 2014 hämtat från the Wayback Machine. (kroatiska)